# Ivan Toney
Ivan Benjamin Elijah Toney (sinh ngày 16 tháng 3 năm 1996) là một cầu thủ bóng đá chuyên nghiệp người Anh hiện đang thi đấu ở vị trí tiền đạo cho câu lạc bộ Saudi Pro League Al Ahli và đội tuyển bóng đá quốc gia Anh.

## Sự nghiệp câu lạc bộ

### Northampton Town

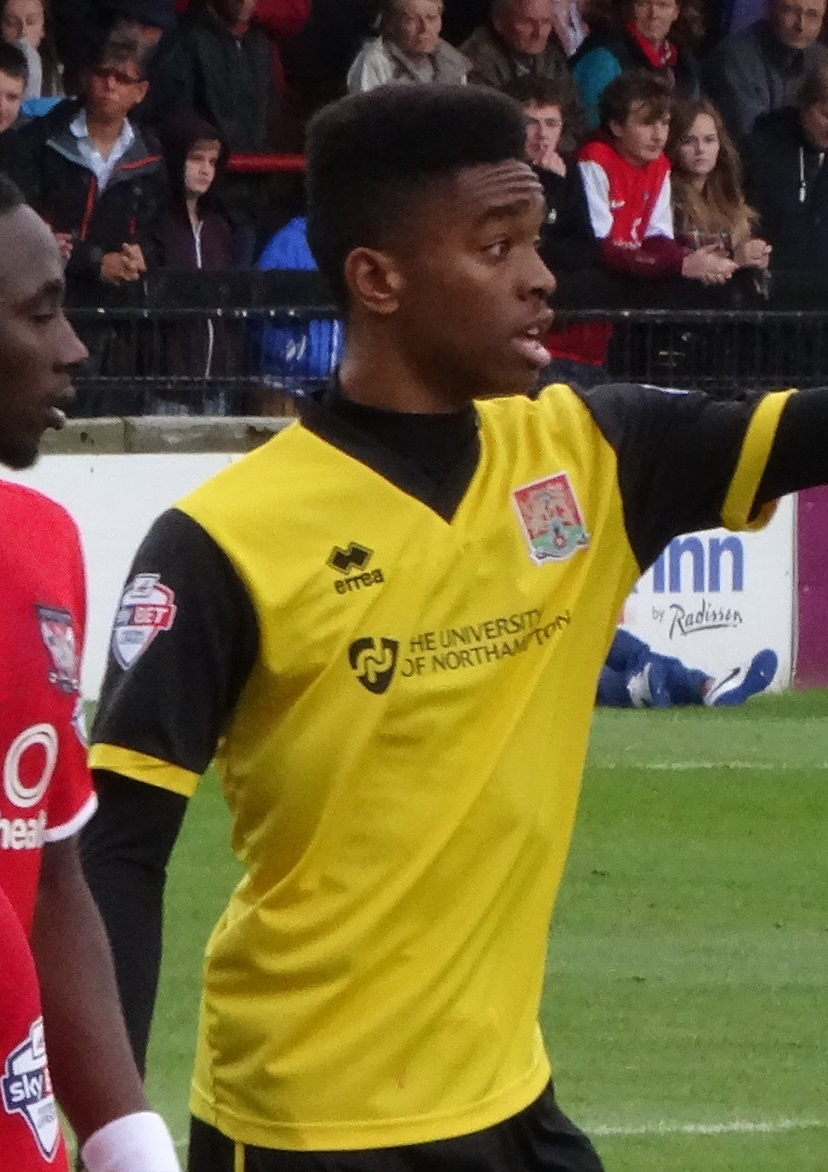
Ivan Toney trong màu áo Northampton Town trong trận gặp York City tại Bootham Crescent, York, vào ngày 16 tháng 8 năm 2014

Toney khởi đầu sự nghiệp của mình tại câu lạc bộ quê hương Northampton Town. Anh ra mắt đội một vào ngày 13 tháng 11 năm 2012 khi vào sân thay cho Lewis Wilson vào cuối thời gian thi đấu chính thức trong trận hòa 3–3 ở vòng đầu tiên Cúp FA trên sân khách trước Bradford City. Northampton Town cuối cùng để thua 4–2 sau loạt sút luân lưu và bị loại. Ở tuổi 16, anh trở thành cầu thủ trẻ nhất ra sân trong lịch sử câu lạc bộ. Ngày hôm sau, anh ghi bốn bàn thắng tại FA Youth Cup trong chiến thắng 5–0 trước York City. Anh có mặt một lần nữa trong đội hình thi đấu trong mùa giải vào ngày 17 tháng 11 mặc dù không được sử dụng trong chiến thắng 3–1 trên sân nhà trước Wycombe Wanderers tại League Two.
Vào tháng 11 năm 2014, Toney đã gần như hoàn tất việc chuyển đến Wolverhampton Wanderers, nhưng thương vụ chuyển nhượng đó đã đổ bể do một vấn đề kiểm tra sức khỏe không được tiết lộ.

### Newcastle United
Sau khi ghi 13 bàn trong 60 lần ra sân cho Northampton trên mọi đấu trường, Toney đã ký hợp đồng dài hạn với câu lạc bộ Newcastle United tại Premier League vào ngày 6 tháng 8 năm 2015 với mức phí không được tiết lộ. Anh ra mắt vào ngày 25 tháng 8 khi thay thế Massadio Haïdara trong 12 phút cuối cùng tại trận chiến thắng 4–1 trên sân nhà trước câu lạc bộ cũ của anh tại vòng 2 League Cup. Vào ngày 26 tháng 9, anh đã chơi trận đấu giải vô địch quốc gia đầu tiên cho Newcastle với tư cách là người thay thế Aleksandar Mitrović ở phút thứ 85 trong trận hòa 2–2 trên sân nhà trước Chelsea.

### Peterborough United
Vào ngày 9 tháng 8 năm 2018, Toney rời Newcastle United sau khi không thi đấu một trận nào cho câu lạc bộ trong khoảng hai năm rưỡi. Anh đã gia nhập câu lạc bộ Peterborough United tại EFL League One và ký hợp đồng dài hạn với câu lạc bộ. Anh ra mắt hai ngày sau đó vào ngày thi đấu thứ 2 trong chiến thắng 4–1 trên sân khách trước AFC Rochdale khi vào sân thay cho Jason Cummings ở phút thứ 72. Vào ngày 8 tháng 9, anh ghi bàn ấn định chiến thắng 3–2 trên sân khách cho đội mình trước Southend United ở phút thứ 87. Toney nhanh chóng có nhiều cơ hội đá thường xuyên hơn và liên tiếp gây ấn tượng với những màn trình diễn đẹp mắt. Vào ngày 29 tháng 12, anh lập hat-trick trong chiến thắng 4–0 trên sân khách trước Accrington Stanley. Trong mùa giải 2018–19, anh ra sân 44 lần, ghi 16 bàn và lập 7 pha kiến tạo tại EFL League One.
Trong mùa giải 2019–20 bị rút ngắn do đại dịch COVID-19, Toney đã tiến bộ đáng kể. Vào ngày 14 tháng 9 năm 2019, anh lập hat-trick trong chiến thắng 6–0 trên sân nhà trước AFC Rochdale. Anh ghi 24 bàn thắng trong 32 lần ra sân tại giải hạng hai và trở thành vua phá lưới League One. Màn trình diễn của Toney đã thu hút sự quan tâm từ các câu lạc bộ cao cấp và vào mùa hè năm 2020, chủ sở hữu Posh Darragh MacAnthony đã xác nhận việc bán Toney trong kỳ chuyển nhượng tới.

### Brentford
Vào ngày 13 tháng 8 năm 2021, Toney có mặt tại đội hình xuất phát ngay từ đầu và chơi trọn vẹn trận đấu đầu tiên của Brentford tại Premier League, trận mà họ giành chiến thắng 2–0 trước Arsenal. Vào ngày 5 tháng 3 năm 2022, Toney ghi hat-trick đầu tiên tại Premier League cho Brentford trong chiến thắng quan trọng 3–1 trên sân khách trước Norwich City.
Vào ngày 3 tháng 9 năm 2022, Toney ghi hat-trick thứ hai tại Premier League để giúp câu lạc bộ giành chiến thắng 5–2 trên sân nhà trước Leeds United. Bàn thắng đầu tiên của anh là bàn thắng thứ 50 cho câu lạc bộ, trong khi bàn thắng thứ hai và thứ ba của hat-trick đó là những bàn thắng đầu tiên của anh từ ngoài vòng cấm kể từ khi gia nhập Brentford. Toney đã nổi lên với tư cách là một cầu thủ thực hiện những quả phạt đền gần như hoàn hảo khi thực hiện mọi quả phạt đền cho câu lạc bộ cho đến tháng 4 năm 2023.
Vào ngày 14 tháng 3 năm 2023, một người đàn ông đã lăng mạ Toney trên mạng xã hội đã trở thành người đầu tiên bị đình chỉ tham gia các hoạt động trên khắp các sân vận động Anh trong ba năm. Vào ngày 17 tháng 5, mùa giải của Toney đã kết thúc sớm sau khi anh đã chơi 33 trận đấu và ghi được 20 bàn thắng tại giải VĐQG vì anh bị Hiệp hội bóng đá Anh (FA) đình chỉ các hoạt động liên quan đến bóng đá trong tám tháng vì nhiều lần vi phạm quy tắc cá cược dành cho các cầu thủ.
Vào ngày 20 tháng 1 năm 2024, Toney quay trở lại bóng đá cho Brentford kể từ khi bị treo giò và anh đã lập công ghi bàn từ một quả đá phạt để giúp Brentford giành chiến thắng với tỷ số 3–2 trước Nottingham Forest.

### Al Ahli
Vào ngày 31 tháng 8 năm 2024, Toney gia nhập câu lạc bộ Al Ahli tại Saudi Pro League với hợp đồng có thời hạn đến năm 2028 và mức phí là 40 triệu euro.

## Sự nghiệp quốc tế
Vào tháng 3 năm 2021, Toney được triệu tập vào đội tuyển quốc gia Jamaica trong kế hoạch của Liên đoàn bóng đá Jamaica nhằm mục đích nhắm đến một số cầu thủ sinh ra ở Anh để triệu tập nhằm tăng cơ hội giành quyền tham dự Giải vô địch bóng đá thế giới 2022 của quốc gia này. Chủ tịch Liên đoàn bóng đá Jamaica Michael Ricketts tuyên bố rằng Toney đang trong quá trình xin hộ chiếu Jamaica để chơi cho quốc gia này. Mặc dù vậy, Toney được cho là đã từ chối lời kêu gọi của Jamaica vì anh ấp ủ tham vọng được đại diện cho đất nước nơi mình sinh ra.
Vào ngày 15 tháng 9 năm 2022, Toney lần đầu tiên được triệu tập vào đội tuyển quốc gia Anh cho các trận đấu UEFA Nations League 2022–23 gặp Ý và Đức với tư cách là cầu thủ dự bị không được sử dụng. Vào ngày 16 tháng 3 năm 2023, Toney được triệu tập vào đội hình xuất phát cho hai trận đấu đầu tiên của vòng loại UEFA Euro 2024 của Anh. Toney ra mắt vào ngày 26 tháng 3 trong trận chiến thắng 2–0 trước Ukraina tại Sân vận động Wembley khi vào sân thay cho Harry Kane ở phút thứ 81. Vào ngày 26 tháng 3 năm 2024, Toney ghi bàn thắng quốc tế đầu tiên của mình trong lần đầu tiên ra sân cho đội tuyển quốc gia khi ghi bàn từ chấm phạt đền ở phút thứ 17 trong trận hòa giao hữu 2–2 với Bỉ tại Wembley.
Toney được điền tên vào đội hình 26 cầu thủ của Anh tham dự UEFA Euro 2024 ở Đức. Anh ra mắt giải đấu trong trận vòng 16 đội gặp Slovakia khi vào sân thay người ở phút bù giờ. Ở phút đầu tiên của hiệp phụ, anh kiến tạo cho đội trưởng Harry Kane ghi bàn thắng quyết định bằng cú đánh đầu chéo khung thành để giúp Anh giành chiến thắng chung cuộc trước Slovakia và đồng thời lọt vào vòng tứ kết.
Trong trận tứ kết gặp Thụy Sĩ, Toney vào sân thay Kane ở phút thứ 20 của hiệp phụ và ghi bàn thắng thứ tư của đội trong loạt sút luân lưu và giúp Anh giành chiến thắng 5–3.

## Những hành vi đánh bạc
Vào ngày 16 tháng 11 năm 2022, Toney bị Hiệp hội bóng đá Anh buộc tội vì 232 lần vi phạm các quy định cá cược. Vào ngày 20 tháng 12, Toney bị FA buộc tội một lần nữa vì thêm 30 lần vi phạm các quy định cá cược khiến tổng số những lần vi phạm các quy định cá cược của anh lên tới 262. Anh ta đã thừa nhận nhiều cáo buộc vào tháng 2 năm 2023 nhưng phản đối những cáo buộc khác. Vào ngày 2 tháng 3, anh đã tiết lộ một cách "sốc và thất vọng" khi thấy báo chí đồn đoán về vụ án, đặc biệt là vì anh vẫn chưa có phiên điều trần chính thức. Vào tháng 5 năm 2023, Toney bị cấm tham gia các hoạt động liên quan đến bóng đá trong tám tháng, bị phạt 50.000 bảng Anh và bị cảnh cáo về hành vi tương lai của mình vì vi phạm 232 quy tắc cá cược của FA. Các hành vi vi phạm của Toney diễn ra trong khoảng thời gian từ năm 2017 đến năm 2021.
Hiệp hội bóng đá Anh ban đầu đã ban lệnh cấm 15 tháng cho Toney và cáo buộc rằng anh ta đã nói dối về những hành vi vi phạm các quy định đánh cờ bạc của mình và cố gắng tiêu hủy bằng chứng. Mặc dù vậy, không phải tất cả các khiếu nại của FA đều được ủy ban quản lý chấp nhận. Lệnh đình chỉ đã được giảm xuống còn 11 tháng vì Toney đã thừa nhận các cáo buộc của mình. Sau đó, lệnh đình chỉ đã được giảm xuống còn tám tháng sau khi Toney đã được chẩn đoán chính thức nghiện cờ bạc. Toney đã cá cược 126 lần tại các trận đấu trong cùng một giải đấu mà anh ta đã tham gia và 29 lần tại các trận đấu của đội mình. Anh ta đã đặt cược thua 13 lần cho đội của mình nhưng không chơi bất kỳ trận đấu nào trong số đó. Ủy ban quản lý kết luận rằng anh ta không phải là người dàn xếp tỷ số.

## Thống kê sự nghiệp

### Câu lạc bộ
Tính đến 19 tháng 5 năm 2024
| Câu lạc bộ               | Mùa giải            | Giải vô địch        | Giải vô địch | Giải vô địch | Cúp quốc gia | Cúp quốc gia | Cúp Liên đoàn | Cúp Liên đoàn | Châu lục | Châu lục | Khác | Khác | Tổng cộng | Tổng cộng |
| Câu lạc bộ               | Mùa giải            | Hạng đấu            | Trận         | Bàn          | Trận         | Bàn          | Trận          | Bàn           | Trận     | Bàn      | Trận | Bàn  | Trận      | Bàn       |
| ------------------------ | ------------------- | ------------------- | ------------ | ------------ | ------------ | ------------ | ------------- | ------------- | -------- | -------- | ---- | ---- | --------- | --------- |
| Northampton Town         | 2012–13             | League Two          | 0            | 0            | 1            | 0            | 0             | 0             | —        | —        | 0    | 0    | 1         | 0         |
| Northampton Town         | 2013–14             | League Two          | 13           | 3            | 0            | 0            | 1             | 0             | —        | —        | 1    | 0    | 15        | 3         |
| Northampton Town         | 2014–15             | League Two          | 40           | 8            | 2            | 1            | 1             | 1             | —        | —        | 1    | 0    | 44        | 10        |
| Northampton Town         | Tổng cộng           | Tổng cộng           | 53           | 11           | 3            | 1            | 2             | 1             | —        | —        | 2    | 0    | 60        | 13        |
| Newcastle United         | 2015–16             | Premier League      | 2            | 0            | 0            | 0            | 2             | 0             | —        | —        | —    | —    | 4         | 0         |
| Barnsley (mượn)          | 2015–16             | League One          | 15           | 1            | —            | —            | —             | —             | —        | —        | 6    | 1    | 21        | 2         |
| Shrewsbury Town (mượn)   | 2016–17             | League One          | 19           | 6            | 3            | 0            | 2             | 0             | —        | —        | 2    | 1    | 26        | 7         |
| Scunthorpe United (mượn) | 2016–17             | League One          | 15           | 6            | —            | —            | —             | —             | —        | —        | 2    | 1    | 17        | 7         |
| Wigan Athletic (mượn)    | 2017–18             | League One          | 24           | 4            | 4            | 2            | 0             | 0             | —        | —        | 0    | 0    | 28        | 6         |
| Scunthorpe United (mượn) | 2017–18             | League One          | 16           | 8            | —            | —            | —             | —             | —        | —        | 2    | 0    | 18        | 8         |
| Peterborough United      | 2018–19             | League One          | 44           | 16           | 4            | 4            | 1             | 0             | —        | —        | 6    | 3    | 55        | 23        |
| Peterborough United      | 2019–20             | League One          | 32           | 24           | 4            | 2            | 1             | 0             | —        | —        | 2    | 0    | 39        | 26        |
| Peterborough United      | Tổng cộng           | Tổng cộng           | 76           | 40           | 8            | 6            | 2             | 0             | —        | —        | 8    | 3    | 94        | 49        |
| Brentford                | 2020–21             | Championship        | 45           | 31           | 0            | 0            | 4             | 0             | —        | —        | 3    | 2    | 52        | 33        |
| Brentford                | 2021–22             | Premier League      | 33           | 12           | 2            | 1            | 2             | 1             | —        | —        | —    | —    | 37        | 14        |
| Brentford                | 2022–23             | Premier League      | 33           | 20           | 0            | 0            | 2             | 1             | —        | —        | —    | —    | 35        | 21        |
| Brentford                | 2023–24             | Premier League      | 17           | 4            | 0            | 0            | 0             | 0             | —        | —        | —    | —    | 17        | 4         |
| Brentford                | Tổng cộng           | Tổng cộng           | 128          | 67           | 2            | 1            | 8             | 2             | —        | —        | 3    | 2    | 141       | 72        |
| Al-Ahli                  | 2024–25             | Saudi Pro League    | 30           | 23           | 1            | 1            | —             | —             | 13       | 6        | —    | —    | 44        | 30        |
| Tổng cộng sự nghiệp      | Tổng cộng sự nghiệp | Tổng cộng sự nghiệp | 377          | 166          | 21           | 11           | 16            | 3             | 13       | 6        | 25   | 8    | 452       | 194       |

1. ↑  Bao gồm FA Cup, King's Cup
2. ↑  Bao gồm EFL Cup
3. 1 2  Số lần ra sân tại Football League Trophy
4. ↑  Ba lần ra sân và một bàn thắng tại Football League Trophy, ba lần ra sân tại League One play-offs
5. 1 2 3  Số lần ra sân tại EFL Trophy
6. 1 2  Số lần ra sân tại League One play-offs
7. ↑  Số lần ra sân tại Championship play-offs
8. ↑  Số lần ra sân tại AFC Champions League Elite

### Quốc tế
Tính đến 10 tháng 6 năm 2025
| Đội tuyển quốc gia | Năm       | Trận | Bàn |
| ------------------ | --------- | ---- | --- |
| Anh                | 2023      | 1    | 0   |
| Anh                | 2024      | 5    | 1   |
| Anh                | 2025      | 1    | 0   |
| Tổng cộng          | Tổng cộng | 7    | 1   |

Tính đến 26 tháng 3 năm 2024
Tỷ số và kết quả liệt kê bàn thắng của Anh được để trước, cột tỷ số cho biết tỷ số sau mỗi bàn thắng của Toney.
| # | Ngày                | Địa điểm                            | Trận | Đối thủ | Bàn thắng | Kết quả | Giải đấu |
| - | ------------------- | ----------------------------------- | ---- | ------- | --------- | ------- | -------- |
| 1 | 26 tháng 3 năm 2024 | Sân vận động Wembley, Luân Đôn, Anh | 2    | Bỉ      | 1–1       | 2–2     | Giao hữu |

## Danh hiệu
Barnsley
- Play-off Football League One: 2016
- Football League Trophy: 2015–16

Wigan Athletic
- EFL League One: 2017–18[50]

Brentford
- Play-off EFL Championship: 2021[51]

Al-Ahli
- AFC Champions League Elite: 2024–25[52]

Anh
- UEFA European Championship á quân: 2024[53]